# Audrius Bendaravičius
Audrius Bendaravičius (* in Litauen) ist ein litauischer Manager, ehemaliger Präsident des drittgrößten litauischen Konzerns „Achemos grupė“.

## Leben
Bendaravičius absolvierte das Diplomstudium. Er arbeitete im Chemiebetrieb „Azotas“ in Jonava als Direktor für Wirtschaft und Finanzen. Danach wurde er außerdem zum Vizepräsidenten der "Achemos grupė". Vom Februar 2013 bis Juni 2013 war Bendaravičius kommissarischer Präsident der „Achemos grupė“. Sein Vorgänger war Arūnas Laurinaitis. Sein Nachfolger ist Valdemaras Vareika. Bendaravičius war Mitglied im Vorstand von „Klaipėdos keleivių ir krovinių terminalas“.